# Taylon Bieldt
Taylon Bieldt (* 4. November 1998) ist eine südafrikanische Sprinterin und Hürdenläuferin, die sich auf die 100-Meter-Distanz spezialisiert hat.

## Sportliche Laufbahn
Erste internationale Erfahrungen sammelte Taylon Bieldt 2014 bei den Afrikanischen Jugendspielen in Gaborone, bei denen sie im 400-Meter-Hürdenlauf in 63,04 s die Goldmedaille gewann. Anschließend nahm sie über 100 Meter Hürden an den Olympischen Jugendspielen in Nanjing teil und gelangte dort bis in das Halbfinale, in dem sie aber nicht mehr an den Start ging. Im Jahr darauf siegte sie bei den Jugendafrikameisterschaften in Réduit in 13,30 s über 100 Meter Hürden sowie in 59,22 s über 400 Meter Hürden und sicherte sich mit der Sprintstaffel (1000 Meter) in 2:11,21 min die Silbermedaille. Anschließend gelangte sie bei den Jugendweltmeisterschaften in Cali bis in das Halbfinale und schied dort mit 13,57 s aus und gewann mit der gemischten südafrikanischen Staffel in 3:23,60 min die Silbermedaille. Anschließend siegte sie in 13,18 s bei den Commonwealth Youth Games in Apia. 2016 wurde sie bei den Afrikameisterschaften in Durban in 13,47 s Vierte und belegte anschließend bei den U20-Weltmeisterschaften in Bydgoszcz in 13,37 s Rang sieben und schied mit der 4-mal-100-Meter-Staffel mit 45,98 s im Vorlauf aus. Im Jahr darauf siegte sie bei den Juniorenafrikameisterschaften in Tlemcen in 13,82 s. 2019 erreichte sie bei der Sommer-Universiade in Neapel im 200-Meter-Lauf das Halbfinale, in dem sie mit 23,83 s ausschied. Mit der 4-mal-100-Meter-Staffel konnte sie sich in 46,05 s nicht für das Finale qualifizieren, während sie mit der 4-mal-400-Meter-Staffel in 3:35,97 min Rang sieben belegte. Ende August gewann sie bei den Afrikaspielen in Rabat in 13,40 s die Bronzemedaille hinter der Nigerianerin Tobi Amusan und Marthe Koala aus Burkina Faso. Zudem sicherte sie sich mit der 4-mal-100-Meter-Staffel in 44,61 s die Silbermedaille hinter Nigeria und belegte mit der 4-mal-400-Meter-Staffel in 3:41,17 min Rang fünf. Bei den World Athletics Relays 2021 im polnischen Chorzów verpasste mit neuem Landesrekord von 3:19,18 min den Finaleinzug in der Mixed-4-mal-400-Meter-Staffel. Im Jahr darauf gewann sie bei den Afrikameisterschaften in Port Louis in 56,67 s die Silbermedaille über 400 Meter Hürden hinter ihrer Landsfrau Zenéy van der Walt und mit der 4-mal-400-Meter-Staffel siegte sie in 3:29,34 min gemeinsam mit Zenéy van der Walt, Miranda Coetzee und Precious Molepo. Zudem belegte sie in der Mixed-Staffel in 3:23,06 min den vierten Platz. Anschließend schied sie bei den Weltmeisterschaften in Eugene mit 56,67 s in der ersten Runde über die Hürden aus und daraufhin belegte sie bei den Commonwealth Games in Birmingham in 3:30,25 min den vierten Platz in der 4-mal-400-Meter-Staffel.
2023 schied sie bei den Weltmeisterschaften in Budapest mit 13,05 s in der Vorrunde über 100 m Hürden aus. Im Jahr darauf kam sie bei den Hallenweltmeisterschaften in Glasgow mit 8,25 s nicht über den Vorlauf über 60 m Hürden hinaus.
In den Jahren 2018 und 2019 wurde Bieldt südafrikanische Meisterin im 100-Meter-Hürdenlauf.

## Persönliche Bestzeiten
- 200 Meter: 22,99 s (+1,5 m/s), 27. Mai 2023 in Sasolburg
- 400 Meter: 52,61 s, 20. Mai 2023 in Pretoria
- 100 m Hürden: 12,76 s (+0,9 m/s), 4. Juni 2023 in Lucca
  - 60 m Hürden (Halle): 8,25 s, 3. März 2024 in Glasgow
- 400 m Hürden: 54,91 s, 13. Juni 2023 in Turku